# Veľká Hradná
Veľká Hradná (in tedesco Grosshradna, in ungherese Nagyradna) è un comune della Slovacchia facente parte del distretto di Trenčín, nella regione omonima.
È citata per la prima volta in un documento storico nel 1329 con il nome di locus castri Garadna come importante castello.